# Sara Karlsson
Sara Karlsson (1985) é uma política sueca. Ela serviu como membro do Riksdag de 4 de outubro de 2010 a 14 de maio de 2018, em representação do círculo eleitoral do condado de Södermanland.